# Fortezza del Tocco
La fortezza del Tocco è un forte realizzato alla fine del XVI secolo per la difesa di Acireale dalle scorrerie barbaresche.

## Notizie storiche

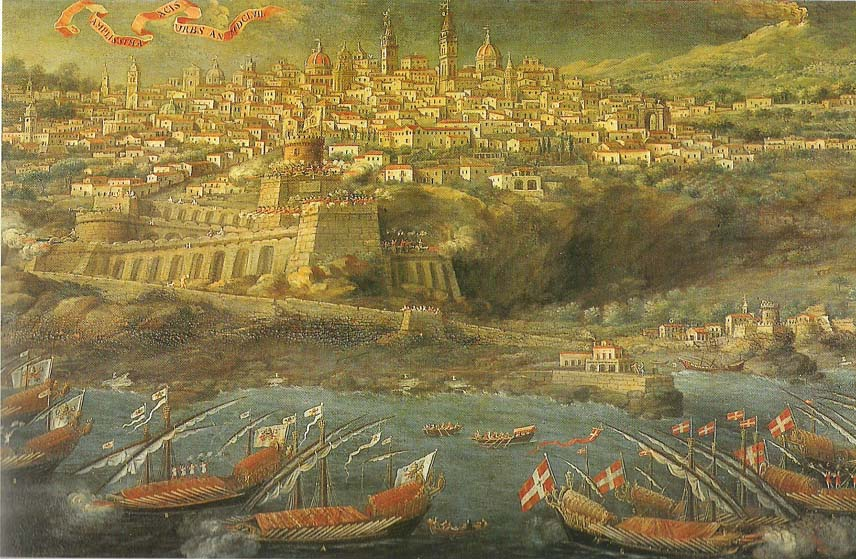
La fortezza nel 1657 in un dipinto di Giacinto Platania.

Dopo la battaglia di Lepanto si intensificarono le scorrerie turche sulle coste italiane. Acireale venne interessata nel 1582 dal tentativo di sbarco del pirata Luccialì con al seguito sette galee turche nei pressi di Santa Tecla. Il tentativo di sbarco, che venne contrastato e respinto dalla mobilitazione della popolazione, spinse comunque la città a dotarsi di un sistema di difesa dalle scorrerie. Così alla fine del XVI secolo vennero intraprese alcune importanti opere di fortificazione da parte degli spagnoli nel litorale di Acireale, fra cui la torre Alessandrano e la quadrangolare torre di Sant'Anna nel borgo di Capo Mulini (1585), la garitta di S. Tecla e la fortezza del Tocco (fortezza seu Bastione) sulla Timpa di Santa Maria La Scala (1592-1616). Le opere si andavano ad innestare in quello che fu il sistema di fortificazioni federiciane, d'epoca sveva, in quello che divenne quindi il sistema difensivo delle torri costiere della Sicilia.

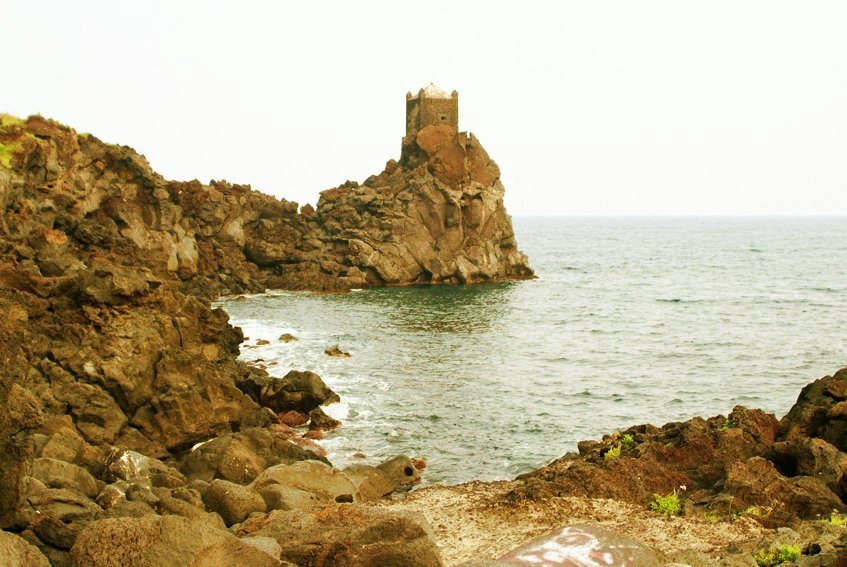
Santa Tecla, la garitta dello "Scalo Pennisi" (XVI secolo)

La fortezza del Tocco venne progettata dall'ingegnere Camillo Camilliani, nella Timpa di Acireale e realizzata dall'ingegnere acese Vincenzo Geremia - detto porcellana. A Geremia si deve, nel 1624, l'aggiunta di un cannoncino portatile. Nel 1626 vennero eseguiti altri lavori di ampliamento, da alcuni condannati per lavori forzati. Il forte, da cui si gode un ampio panorama sulla costa era a pianta irregolare ed ospitava un grande cannone che, sparando un colpo ad ogni avvistamento di navi pirata, avvertiva la popolazione del pericolo. 
Nel 1675 la torre venne utilizzata come piazzaforte militare per il cannoneggiamento della flotta francese, che stava cercando di aggirare il blocco composto dalla città e dall'esercito spagnolo durante la guerra franco-spagnola.
Nel XIX secolo finite le esigenze difensive il forte fu dismesso ed abbandonato. Il cannoncino portatile sarà tolto nel 1834 e spostato alla Pinacoteca Zelantea, dove è oggi visitabile.
Dal 1999 la Timpa, costone lavico su cui la fortezza fu costruita, è riserva naturale orientata gestita dall'Azienda regionale foreste demaniali della Regione Siciliana.